# Super Photo Kosmos
Super Photo Kosmos, född 11 maj 1997 i USA, är en amerikansk varmblodig travhäst. Han importerades till Sverige 1998. Han tränades och kördes av sin ägare Stefan Melander.
Super Photo Kosmos tävlade åren 1999–2004 och sprang in 2,7 miljoner kronor på 60 starter varav 25 segrar, 8 andraplatser och 4 tredjeplatser. Han inledde karriären i september 1999 med två raka segrar. Han tog tio raka segrar mellan november 2000 och juli 2001. Bland hans främsta meriter räknas segrarna i Big Noon-pokalen (2000), V75:s Jubileumslopp (2001), Prins Carl Philips Jubileumspokal (2002), en andraplats i Rommeheatet (2003) och en fjärdeplats i Gulddivisionens final (2004).
Efter karriären har han varit avelshingst. Han har lämnat efter sig bland andra Timetosaygoodbye (2003), Digital Ink (2009), Blended Scotch (2009), Calvin Borel (2010), Heartbreaker V.S. (2010), Sorbet (2011), Galactica (2012) och Super War Horse (2014).